# セバスチャン・ヴァアマイナ
セバスチャン・ヴァアマイナ（Sebastien Vahaamahina、1991年10月21日 - ）は、トップ14ASMクレルモン・オーヴェルニュに所属するラグビー選手。

## プロフィール
- ニューカレドニア・ヌメア出身。
- ポジションはロック(LO)。
- 身長 203cm、体重 125kg
- U20フランス代表に選ばれたことがある。
- フランス代表通算キャップ数は46でラグビーワールドカップ2019のフランス代表に選ばれた[1]。

## 略歴
CAブリーヴ、USAペルピニャンを経て、2014年、ASMクレルモンに加入。 
2019年、ラグビーワールドカップ準々決勝のウェールズ戦で相手選手のアーロン・ウェインライトに肘打ちを浴びせて退場処分を受け、一人少なくなったフランス代表は逆転負けを喫した。この試合限りでフランス代表から引退した。